# Aurora Argomedo
Aurora Argomedo (? - Viña del Mar, 1948) fue una política, profesora y activista feminista chilena más conocida por su labor en pro de los derechos de las mujeres en el ámbito político, social y civil de su país. Fue una de las fundadoras de las primeras colonias escolares en Chile a fines de la década de 1910 y participó de forma activa en las reformas educacionales de la década siguiente.
En el ámbito político, fue una de las fundadoras de la Unión Femenina de Chile junto a Gabriela Mandujano el 26 de octubre de 1927 en la ciudad de Valparaíso y que presidiría Delia Ducoing de Arrate.